# Sanxingdui

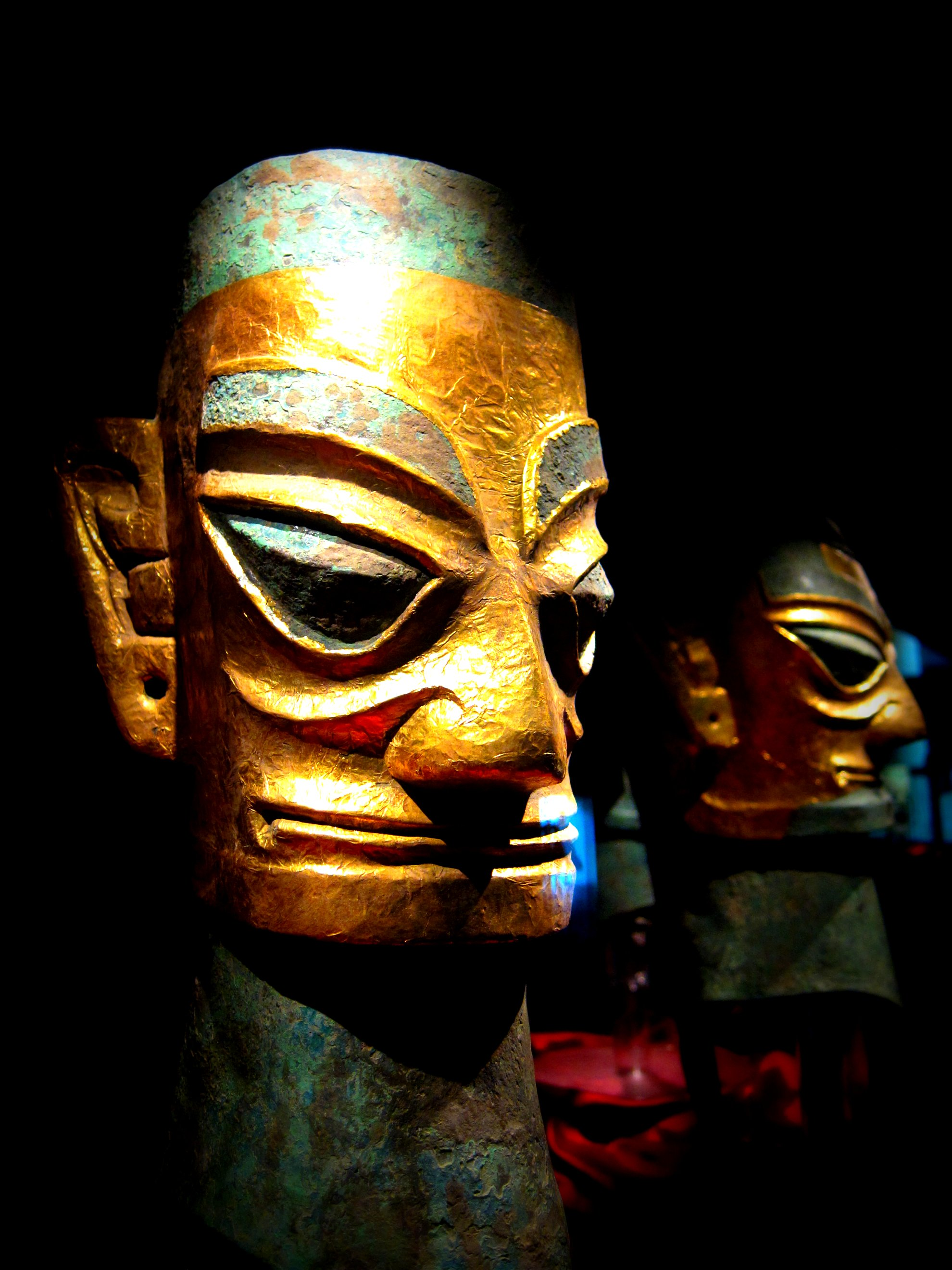
Sanxingdui Bronzeköpfe mit einer Maske aus Goldfolie

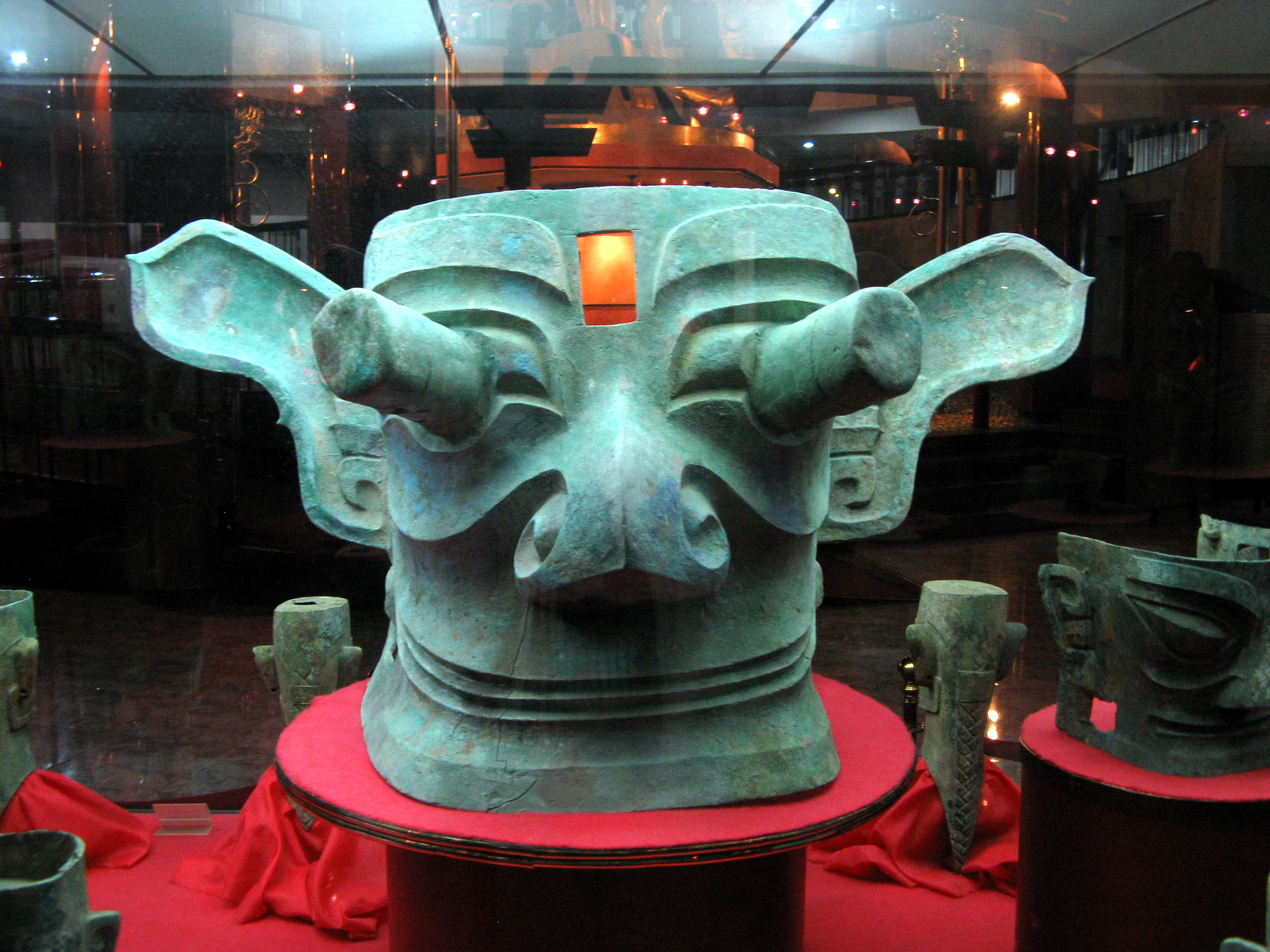
Sanxingdui Bronzemaske mit charakteristischen großen Ohren und hervortretenden Pupillen

Sanxingdui (chinesisch 三星堆, Pinyin Sānxīngduī) ist eine chinesische archäologische Fundstätte, in der Archäologen bemerkenswerte Artefakte entdeckt haben, die nach der Radiokohlenstoffdatierung etwa in die Zeit des 12.–11. Jahrhunderts v. Chr. eingeordnet werden. In der Fundstätte fanden sich Relikte aus dem Neolithikum bis zur frühen Shu-Kultur der Shang- und Zhou-Zeit, die in die Jahre 2800–800 v. Chr. datiert werden.
Mit dem Namen Sanxingdui wurde auch diese bis dahin unbekannte Bronzezeit-Kultur bezeichnet. Die archäologische Stätte von Sanxingdui befindet sich ca. 40 Kilometer nordöstlich von Chengdu in der Provinz Sichuan. Der Fundort wurde nach der Großgemeinde Sanxing (三星镇) benannt, auf deren Verwaltungsgebiet er lag. Am 17. April 2006 wurde Sanxing aufgelöst und das Gebiet der Großgemeinde Nanxing (南兴镇) zugeschlagen. Nanxing ist eine von heute noch 17 Großgemeinden der kreisfreien Stadt Guanghan, die wiederum zum Verwaltungsgebiet der bezirksfreien Stadt Deyang gehört. In Guanghan steht auch das Sanxingdui-Museum.

## Entdeckung
1929 entdeckte ein Bauer beim Ausheben eines Brunnens eine große Menge Jade-Relikte,  viele davon fanden über die Jahre ihren Weg in die Hände privater Sammler. Generationen von chinesischen Archäologen suchten das Gebiet bis 1986 erfolglos ab, als Arbeiter zufällig Opfergruben (chinesisch 祭祀坑, Pinyin jìsìkēng, englisch sacrificial pits) fanden, die tausende von goldenen, bronzenen, jadenen und getöpferten Artefakten enthielten, die zerbrochen (eventuell rituell verunstaltet), verbrannt und sorgfältig begraben waren. Die Forscher waren überrascht, einen solchen kunstvollen Stil vorzufinden, der in der Geschichte der Chinesischen Kunst, deren Ausgangspunkt die Geschichte und die Artefakte der zentralen chinesischen Region um den Mittellauf des Gelben Flusses gewesen waren, völlig unbekannt war.

## Alter Bronzeguss

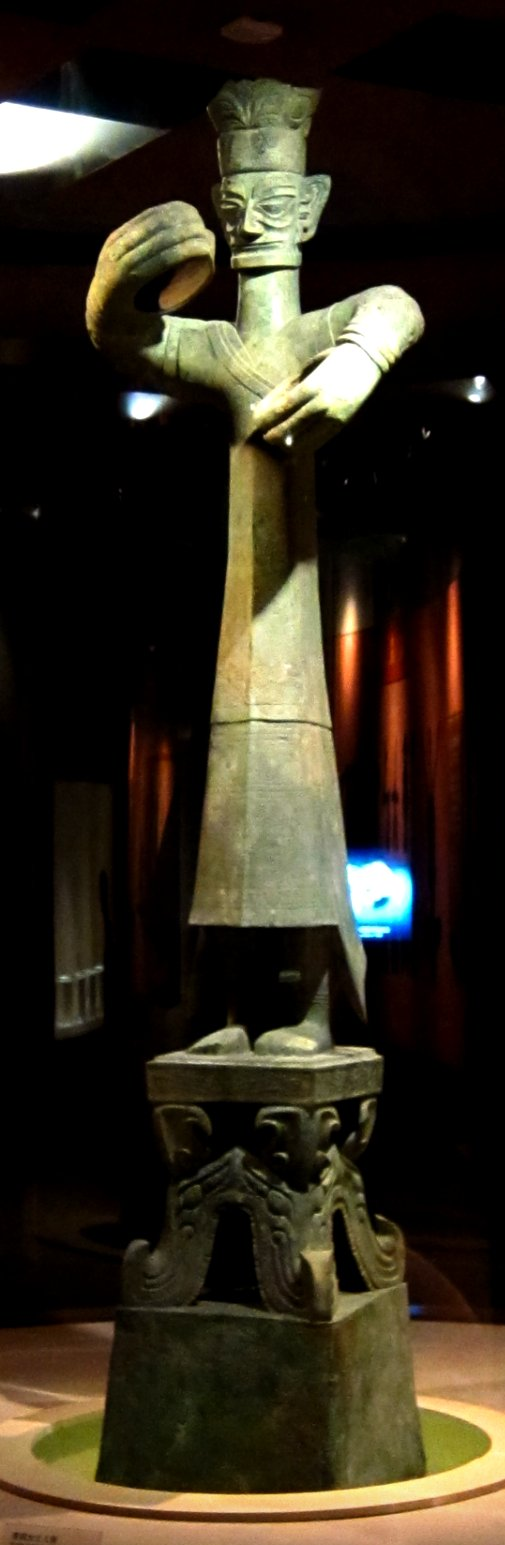

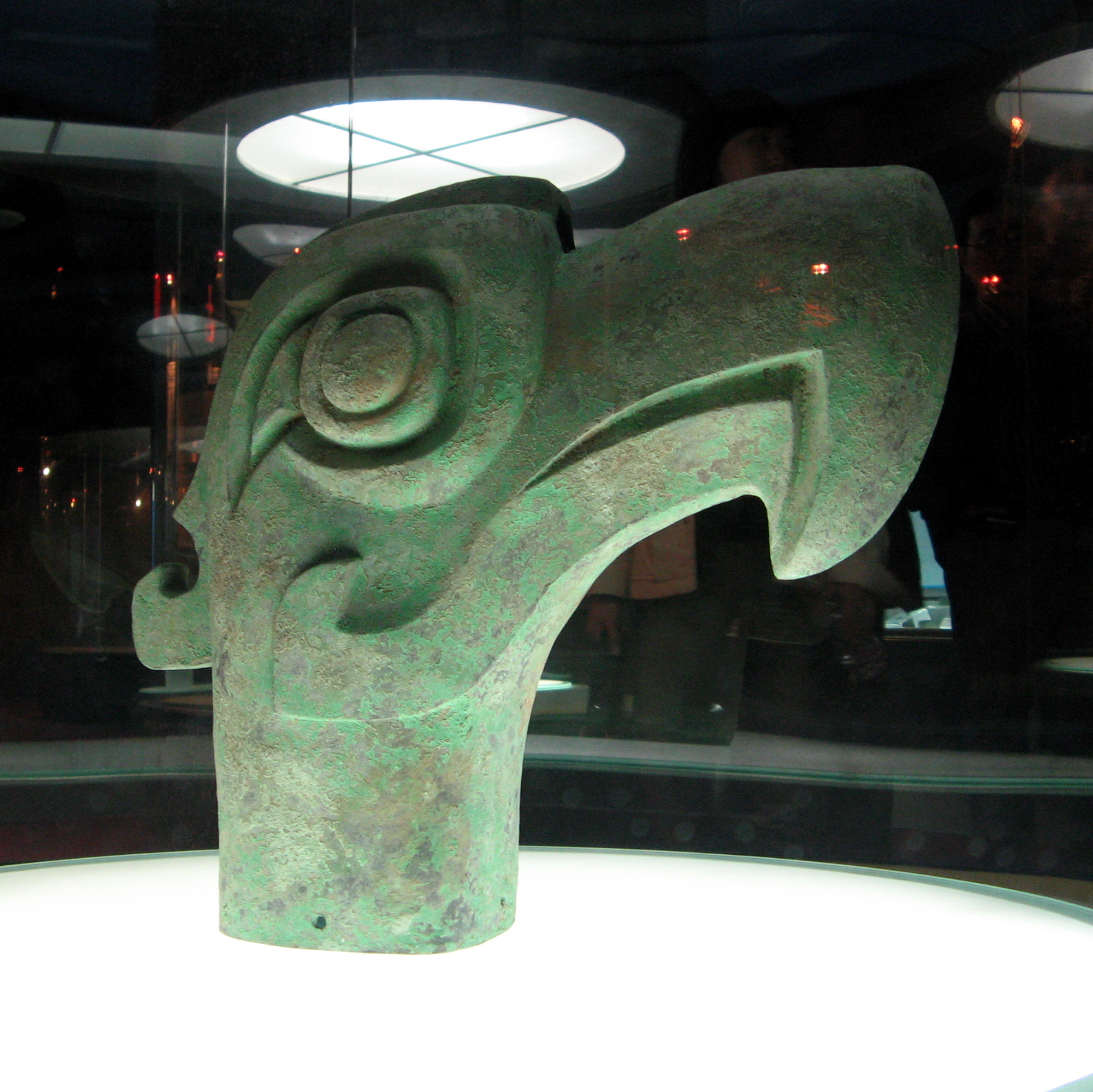
Sanxingdui Bronzener Greifvogelkopf

Alle Entdeckungen der Kultur von Sanxingdui erweckten das Interesse der Forscher, aber die Bronzen waren es, die die Welt in Aufregung versetzten. Von einigen Forschern werden die Funde für noch wichtiger als die Terrakotta-Armee in Xi’an erachtet. Diese erstaunlich weit entwickelte Bronzeguss-Technik, bei der die Legierung durch Zugabe von Blei zur gewöhnlichen Kombination aus Kupfer und Zinn größere Festigkeit erhielt, konnte so größere und schwerere Objekte schaffen; zum Beispiel die weltweit älteste überlebensgroße stehende Menschenfigur (260 cm Höhe, 180 Kilogramm) und einen bronzenen Baum mit Vögeln, Blumen und Ornamenten (396 cm), der von einigen als Wiedergabe des fusang-Baumes der chinesischen Mythologie identifiziert wurde. Die bemerkenswertesten Funde waren große Bronzemasken und Bronzeköpfe (einige mit Goldfolie belegt) mit kantigen menschlichen Gesichtszügen und übertrieben schiefen Augen, einige mit hervorragenden Pupillen und großen oberen Ohrmuscheln. Aus der Gestalt dieser Köpfe schließen die Archäologen, dass sie auf hölzernen Stützen oder Totems montiert waren, vielleicht waren sie auch eingekleidet. Andere bronzene Artefakte sind Vögel mit adlerähnlichen Schnäbeln, Tiger, eine große Schlange, zoomorphe Masken, Glocken und ein Gegenstand, der ein bronzenes Speichenrad zu sein scheint, aber wohl eher eine Darstellung des Sonnenrades (taiyang lun) ist. Abgesehen von den Bronzen fand man in Sanxingdui auch Jadeskulpturen, die mit denen aus früheren chinesischen neolithischen Kulturen übereinstimmen, wie beispielsweise cong und zhang.

## Mögliche Einflüsse
Die Sanxingdui-Kultur war eine Zivilisation in Südwest-China auf dem Territorium des alten Staates Shu in der Zeit der Shang-Dynastie. Sie ist noch wenig erforscht. Obgleich sie eine von jener der Shang verschiedene Methode der Bronze-Herstellung verwendete, wurde über diese Kultur von chinesischen Historikern niemals berichtet. Die Entwicklung der Sanxingdui-Kultur stellt man sich in mehrere Phasen unterteilt vor. Die erste mag unabhängig gewesen sein, während die späteren Phasen mit der von Ba, Chu und anderen Kulturen verschmolzen.
Neben Sanxingdui zeigen alle anderen archäologischen Entdeckungen in Sichuan, einschließlich der Baodun-Kultur und der Jinsha-Kultur, dass Zivilisationen in Südwest-China auf eine wenigstens 5000-jährige Geschichte zurückblicken. Dieses Beweismaterial für unabhängige Kulturen in verschiedenen Regionen Chinas widerlegt die traditionelle Theorie, dass der Gelbe Fluss die alleinige "Wiege der chinesischen Zivilisation" (cradle of Chinese civilization) gewesen sei.

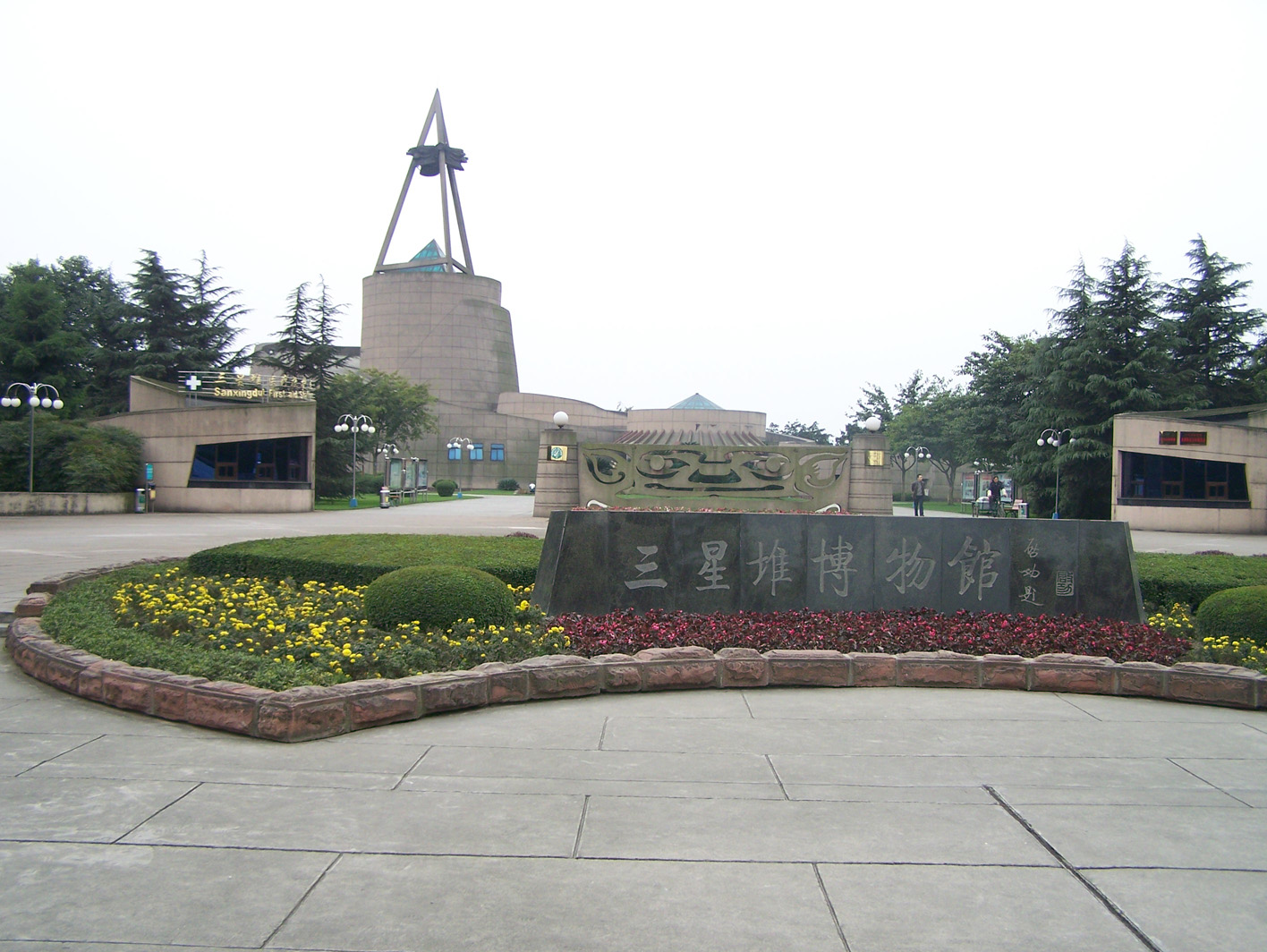
Sanxingdui-Museum (Sanxingdui bowuguan)

## Ausstellungen
Die ersten Ausstellungen von Sanxingdui-Bronzen gab es in Peking (1987, 1990) und im Olympischen Museum von Lausanne (1993). Sanxingdui-Ausstellungen reisten um die Welt und fanden überall regen Zulauf: von der Kunsthalle der Hypo-Kulturstiftung München (1995), Kulturstiftung Ruhr Essen, Villa Hügel (1995), dem Kunsthaus Zürich (1996), dem British Museum in London (1996), dem Dänischen Nationalmuseum in Kopenhagen (1997), dem Solomon R. Guggenheim Museum in New York (1998), mehrere Museen in Japan (1998), dem Nationalen Palastmuseum in Taipei (1999) bis zum Asian Civilisations Museum in Singapur (2007). 
1997 eröffnete das Sanxingdui Museum nahe der ursprünglichen Fundstätte.
Die Stätte steht seit 1988 auf der Liste der Denkmäler der Volksrepublik China (3–200).

## Einige Objekte und ihre chinesischen Bezeichnungen

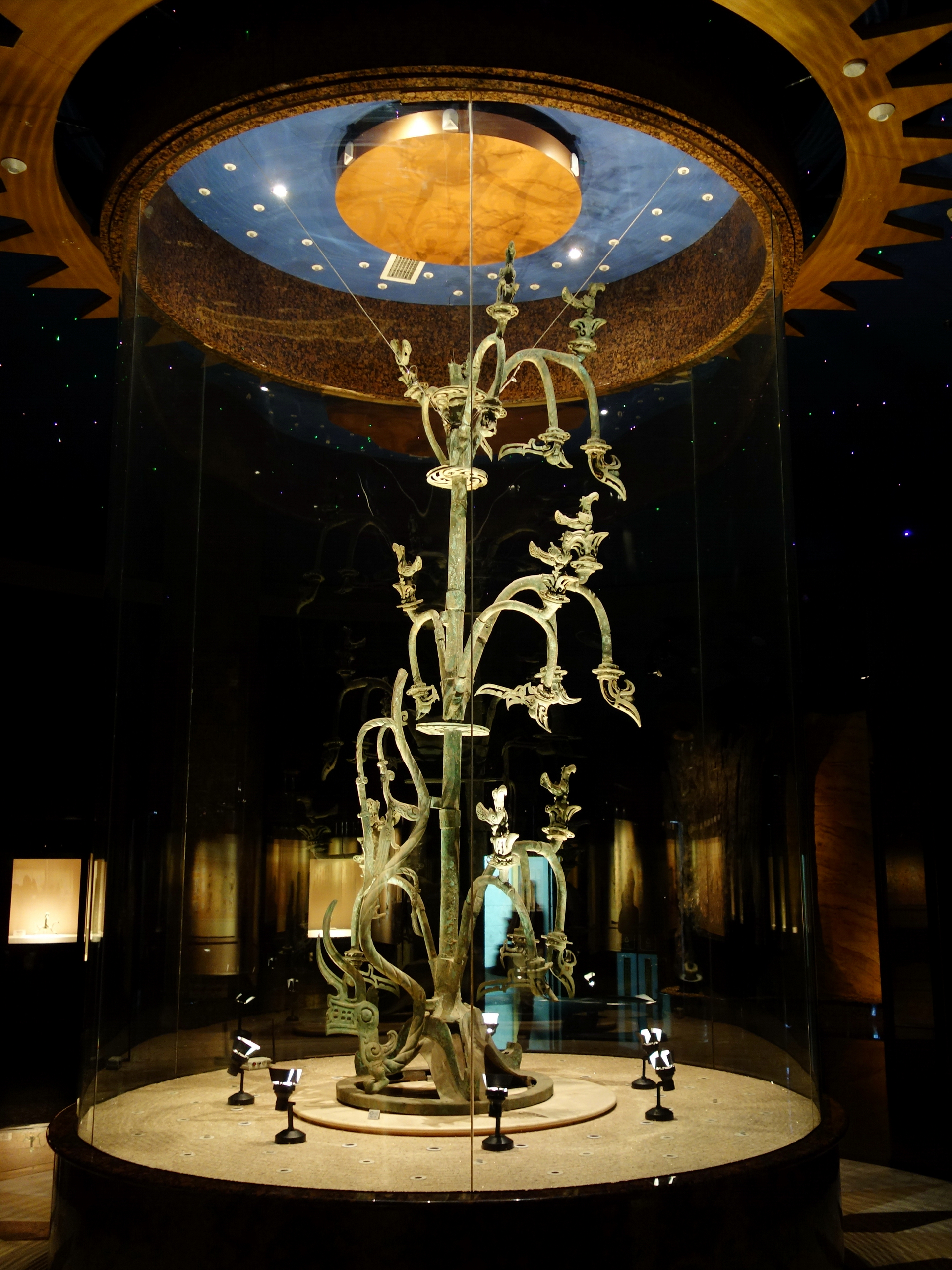
Großer Bronzebaum

- Stehende Bronzefigur (qīngtóng lìrénxiàng 青铜立人像)
- Menschenköpfe (réntóuxiàng 人头像)
- Drachenförmiges Artefakt (lóngxíngqì 龙形器)
- Tigerförmiges Artefakt (hǔxíngqì 虎形器)
- Kniende Menschenfigur (guìzuò rénxiàng 跪坐人像)
- Goldstab (genauer: ein Schaft) (jīnzhàng 金杖)
- Goldene tigerförmige Ornamente (jīnhǔxíngshì 金虎形饰)
- Großer Bronzebaum (qīngtóng shénshù 青铜神树)
- Großes bronzenes Sonnenrad (qīngtóng tàiyáng lún 青铜太阳轮)
- Bronzeschlange (qīngtóng shé 青铜蛇)